# Jorge Villavicencio Grossmann
Jorge Villavicencio Grossmann (1973) es un compositor peruano.

## Biografía
Nació en Lima. Comenzó sus estudios de música a los seis años, estudiando posteriormente violín a los doce, con Luis Fiestas y Veronique Daverio. En 1989 se trasladó a São Paulo, Brasil, donde obtuvo su Bachillerato en Música. En 1998 viajó a los Estados Unidos. Allí concluyó su Maestría en Composición Musical en la Universidad Internacional de Florida de Miami. En 2004 obtuvo el grado de "Doctor of Musical Arts" en la Universidad de Boston (BU). Ha estudiado composición con Paulo Maron en Brasil; Fredrick Kaufman y Orlando García en Miami; y John Harbison y Lukas Foss en la Universidad de Boston. 
Su música ha sido ejecutada en importantes salas y festivales de música en Estados Unidos, Brasil y Europa por orquestas tales como la Sinfónica Nacional de Ucrania, Sinfónica Nacional del Perú, Aspen Sinfonia, Orquesta Uninorte (Paraguay), Kiev Camerata, Henderson Symphony, Nouvel Ensemble Moderne, y conjuntos tales como Boston Musica Viva, Da Capo Chamber Players, Seattle Chamber Players, Pierrot Lunaire Ensemble Wien, Talea Ensemble, entre otros. 
Ha obtenido premios tales como una beca de la John Simon Guggenheim Memorial Foundation, el premio Jacob Druckman del Festival de Aspen, premio "Charles Ives Scholarship", de la Academia Americana de Artes y Letras, "Bolsa de Artes" de la Asociación Vitae, de Sao Paulo, Brasil (financiamiento por 6 meses a un año) con el que compuso su Cuarteto de Cuerdas nº 2 entre otros.
Ha participado en el intercambio de la BU con el Conservatorio Chaikovski de Moscú así como con el Conservatorio de San Petersburgo, de la residencia del Atlantic Center for the Arts y de festivales de música y conferencias para compositores tales como New Music Miami, June in Buffalo, Wellesley Composers Conference, Mei Festival (Holanda) entre otros. Es director y miembro fundador de áltaVoz, un consorcio de compositores latinoamericanos residentes o con vínculos en los Estados Unidos. Ha sido también miembro de Just in Time Composers & players. 
Fue profesor de la Universidad de Nevada, en Las Vegas, donde ocupó la cátedra de teoría musical y composición. Actualmente es profesor de composición musical en Ithaca College en el estado de Nueva York.

## Obras

### Instrumento solo
- Sonata para piano (1993)
- Prelude and Toccata para piano (1997)
- Prelude and Fugue para órgano (1993-97)
- Omaggio a Berg para piano (1999)
- Alma para violín y cinta (2000)
- De Profundis para chelo (2001)
- Mechanisms (Etudes I) para piano (2001)
- La Ricerca della Spiritualità Trascendente - para violín (2004-2005)
- Se Había Extinguido en Nosotros una Claridad para fagot (2005)
- Sol Negro (Soleil Noir) para órgano (2006)

### Música de cámara
- Tres Danzas Peruanas para guitarra (1987)
- Eleusis para chelo y piano (1994-97)
- Quadros de Dom Quixote para flauta, clarinete, fagot y corno (1998)
- Elegía Póstuma [in memoriam Alfonso de Silva] para saxo alto y piano (1997)
- La Sombra es un Pedazo que se aleja para cuarteto de cuerda (1998)
- Reflejos para soprano, flauta, violín, contrabajo, marimba y vibráfono (1999)
- Dialogues and Monologues para oboe y piano (2000)
- Dialogues and Monologues para clarinete en si bemol y piano (2000)
- Dialogues and Monologues II para fagot y piano (2000)
- Mecanismos para flauta, clarinete en si bemol, violín, chelo, piano y percusión (2001)
- Movement para cuarteto de cuerda (1999-2002)
- Backyard Scenes para violín y piano (2002-03)
- Cuarteto de cuerda nº 1 (2002)
- Cuarteto de cuerda nº 2 ...a emaranhada forma humana corrupta da vida que muge e se aplaude (2003)
- "Cuarteto de Cuerda nº 2" música fúnebre y nocturna (2009)
- Siray para flauta, clarinete, violín, chelo y piano (2005)
- Pensar Geométrico al Trasluz para flauta dulce, chelo y percusión (2005)
- Trio para violín, corno y piano (2006)
- Trío para clarinete, chelo y piano

### Gran conjunto - Orquesta de Cámara
- Partita Concertante para clarinete en si bemol, clavicémbalo, contrabajo, percusión y cuerdas (2000)
- Away para 14 músicos (2003)
- Sinfonietta para 14 músicos y solo de soprano [basado en Away, texto de Vicente Huidobro) (2004)

### Orquesta de cuerda
- Pequeña Suite (1993)
- Terpsychore Suite (1997)
- Concerto Elegiaco para piano y cuerdas.

### Sinfónica
- La Leyenda Ayar (1997-98)
- Las Ruinas Circulares pieza de danza en cuatro escenas (1998)
- Pasiphaë (2000-02, estrenada en 2003).
- "Valdrada" (2008)

### Vocal
- No more walks… (Hollander)
- Noche (Vicente Huidobro)
- Sombra de las Voces (Octavio Paz)
- Pequeño Responso (César Vallejo)

### Coral
- Ave Maria (1989)
- O Quam Suavis (1997)
- The lower leaves of trees (2002)

### Ensamble mixto
- Aude Dictum para narrador, violín y piano (2004)

## Premios
- Beca de la John Simon Guggenheim Memorial Foundation
- La beca "Charles Ives Scholarship" de la Academia Americana de Artes y Letras.
- Premio Internaciona de Composición Alea III (Finalista).
- Premio Jacob Druckman del Aspen Music Festival por Pasiphaë para orquesta sinfónica.
- Dos menciones honrosas por Pasiphaë para orquesta sinfónica: en el concurso de la Orquesta de Minnesota y en el Concurso Internacional "Lepo Sumera", en Estonia.
- Ganador del Concurso Interno para Composición Orquestal de la Boston University, por Pasiphaë.
- "Bolsa de Artes" de la Asociación Vitae, de Sao Paulo, Brasil.
- Premio de la St. Botolph Club Foundation de Boston.
- Premio Aaron Copland de 2007.